# Geotrupes molestus
Geotrupes molestus is een keversoort uit de familie mesttorren (Geotrupidae). De wetenschappelijke naam van de soort werd in 1835 gepubliceerd door Franz Faldermann.